# Kuddby landskommun
Kuddby landskommun  var en tidigare kommun i Östergötlands län.

## Administrativ historik
När 1862 års kommunalförordningar trädde i kraft inrättades i Sverige cirka 2 500 kommuner. Huvuddelen av dessa var landskommuner (baserade på den äldre sockenindelningen), vartill kom 89 städer och åtta köpingar. Då inrättades i  Kuddby socken i Björkekinds härad i Östergötland denna kommun. 
Vid kommunreformen 1952 uppgick denna  landskommun i Västra Vikbolandets landskommun som senare 1974 uppgick i Norrköpings kommun.

## Politik

### Mandatfördelning i Kuddby landskommun 1938-1946
| 6 | 9 |

| 15 |

| 6 | 9 |

| 15 |

| 5 | 10 |

| 14 |